# Thamnophilus aethiops
Thamnophilus aethiops là một loài chim trong họ Thamnophilidae.